# Тетон (Айдахо)
Тетон (англ. Teton) — місто в окрузі Фремонт, штат Айдахо, США. Згідно з переписом 2010 року населення становило 735 осіб, що на 166 осіб більше, ніж 2000 року.

## Географія
Тетон розташований за координатами 43°53′16″ пн. ш. 111°40′20″ зх. д. / 43.88778° пн. ш. 111.67222° зх. д. (43.887773, -111.672254).  За даними Бюро перепису населення США в 2010 році місто мало площу 1,78 км², з яких 1,77 км² — суходіл та 0,01 км² — водойми.

## Демографія

### Перепис 2010 року
За даними перепису 2010 року, у місті проживало 735 осіб у 251 домогосподарствах у складі 201 родин. Густота населення становила 417,3 ос./км². Було 268 помешкань, середня густота яких становила 152,2/км². Расовий склад міста: 79,6 % білих, 0,7 % афроамериканців, 0,7 % індіанців, 0,3 % азіатів, 0,1 % тихоокеанських остров'ян, 16,9 % інших рас, а також 1,8 % людей, які зараховують себе до двох або більше рас. Іспанці та латиноамериканці незалежно від раси становили 22,2 % населення.
Із 251 домогосподарства 40,6 % мали дітей віком до 18 років, які жили з батьками; 66,5 % були подружжями, які жили разом; 9,6 % мали господиню без чоловіка; 4,0 % мали господаря без дружини і 19,9 % не були родинами. 17,5 % домогосподарств складалися з однієї особи, в тому числі 9,2 % віком 65 і більше років. У середньому на домогосподарство припадало 2,93 мешканця, а середній розмір родини становив 3,31 особи.
Середній вік жителів міста становив 30,5 року. Із них 32,4 % були віком до 18 років; 8,3 % — від 18 до 24; 25,3 % від 25 до 44; 22,2 % від 45 до 64 і 11,8 % — 65 років або старші. Статевий склад населення: 49,4 % — чоловіки і 50,6 % — жінки.
Середній дохід на одне домашнє господарство  становив 55 967 доларів США (медіана — 44 423), а середній дохід на одну сім'ю — 59 062 долари (медіана — 46 071). Медіана доходів становила 42 083 долари для чоловіків та 23 512 долари для жінок. За межею бідності перебувало 22,8 % осіб, у тому числі 36,9 % дітей у віці до 18 років та 6,6 % осіб у віці 65 років та старших.
Цивільне працевлаштоване населення становило 462 особи. Основні галузі зайнятості: роздрібна торгівля — 11,7 %, будівництво — 11,7 %, освіта, охорона здоров'я та соціальна допомога — 11,5 %.

### Перепис 2000 року
Згідно з переписом 2000 року, в місті проживало 569 осіб у 192 домогосподарствах у складі 144 родин. Густота населення становила 467,4 ос./км². Було 211 помешкань, середня густота яких становила 173,3/км². Расовий склад міста: 90,69 % білих, 0,18 % афроамериканців, 0,35 % індіанців, 0,18 % азіатів, 7,03 % інших рас і 1,58 % людей, які зараховують себе до двох або більше рас. Іспанці та латиноамериканці незалежно від раси становили 14,76 % населення.
Із 192 домогосподарств 38,0 % мали дітей віком до 18 років, які жили з батьками; 65,1 % були подружжями, які жили разом; 8,3 % мали господиню без чоловіка, і 24,5 % не були родинами. 20,8 % домогосподарств складалися з однієї особи, в тому числі 9,9 % віком 65 і більше років. У середньому на домогосподарство припадало 2,96 мешканця, а середній розмір родини становив 3,50 особи.
Віковий склад населення: 31,1 % віком до 18 років, 10,7 % від 18 до 24, 26,9 % від 25 до 44, 18,8 % від 45 до 64 і 12,5 % від 65 років і старші. Середній вік жителів — 32 роки. Статевий склад населення: 53,0 % — чоловіки і 47,0 % — жінки.
Середній дохід домогосподарств у місті становив $33 409, родин — $35 278. Середній дохід чоловіків становив $25 147 проти $19 583 у жінок. Дохід на душу населення в місті був $12 186. Приблизно 17,2 % родин і 20,8 % населення перебували за межею бідності, включаючи 25,0 % віком до 18 років і 12,5 % від 65 і старших.